# Firewatch
Firewatch est un jeu vidéo de type walking simulator conçu par Campo Santo et édité par le studio lui-même en collaboration avec Panic, sorti le 9 février 2016 sur PlayStation 4, Windows, Mac OS, Linux et le 21 septembre 2016 sur Xbox One. En Europe, sa sortie sur Xbox One a été repoussée au 30 septembre 2016. Il sort sur Nintendo Switch trois ans après sa sortie.

## Synopsis
Vous incarnez Henry en 1989, qui, tourmenté par son passé, décide du jour au lendemain de surveiller des feux de forêts dans les étendues sauvages de l'État du Wyoming. Son seul contact avec le monde extérieur est sa superviseuse, une femme nommée Delilah joignable à tout moment par radio.
Mais un jour, un événement étrange tire Henry de sa tour de surveillance et l'oblige à la quitter pour rejoindre cet environnement inconnu, où il devra progresser dans la narration qui pourrait l'amener à construire ou détruire la seule véritable relation humaine qu'il ait réussi à forger.
Parallèlement, le joueur découvre des lettres laissées dans des boîtes de ravitaillement, dispersées dans la forêt, écrites par deux jeunes : Ron et Dave, d'anciens guetteurs. Elles racontent une histoire similaire à celle du Secret de Brokeback Mountain. C'est de leur histoire qu'est tirée la cassette d'Ol' Shoshone, composée par Chris Remo.

## Système de jeu

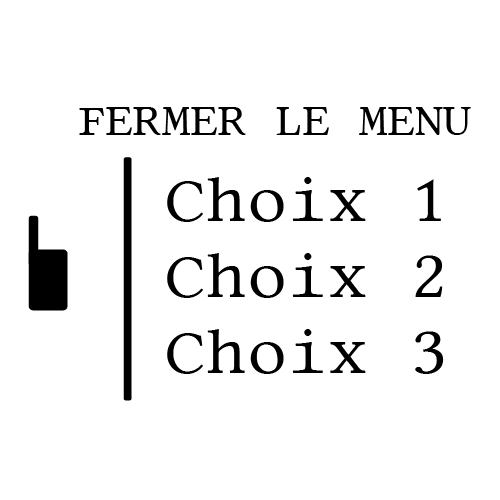
Représentation de l'interface de communication.

Le système de jeu consiste à marcher à travers la carte en suivant les instructions de sa cheffe, Delilah, pour aller remplir différents objectifs comme récupérer des objets, aller inspecter des éléments, parfois en déclenchant des événements scriptés. Le joueur peut communiquer avec Delilah via un talkie-walkie. À chaque possibilité de s'exprimer, le joueur a trois répliques différentes, qui ont peu d'impact sur l'histoire.
Certains éléments cachés du jeu peuvent être découverts en se baladant en dehors des sentiers donnés par Delilah, brisant la linéarité du jeu.

## Développement
Firewatch s'exécute sur le moteur de jeu Unity. Le jeu contient vingt-trois sortes d'arbres qui sont placées dans le jeu 4 600 fois. Un nuanceur personnalisé a également été utilisé pour produire un style plus simplifié au feuillage[réf. incomplète]. La tour de guet du jeu a été construite conformément aux spécifications réelles des tours de garde-chasse du Wyoming.

## Distribution
Dans le jeu, les voix des différents personnages sont interprétées par :
- Henry : Rich Sommer
- Delilah : Cissy Jones
- Julia : Larissa Gallagher
- Chelsea (adolescente 1) : Erin Yvette
- Lily (adolescente 2) : Nikki Rapp
- Ned Goodwin : Mac Brandt

## Critiques
Le jeu a reçu des notes positives dont un 17/20 par jeuxvidéo.com. Il est considéré comme étant un des piliers du genre de Walking simulator.

## Inspiration du jeu
Pour sa direction artistique, le jeu s'est inspiré d'environnements réels, notamment du parc national de Yosemite. L'équipe de développement y a fait un voyage à cet effet.
La sous-intrigue du jeu est tirée du film Le Secret de Brokeback Mountain.

## Ventes
Le 4 janvier 2017, Campo Santo annonce sur Twitter que le jeu vient de dépasser le million de ventes

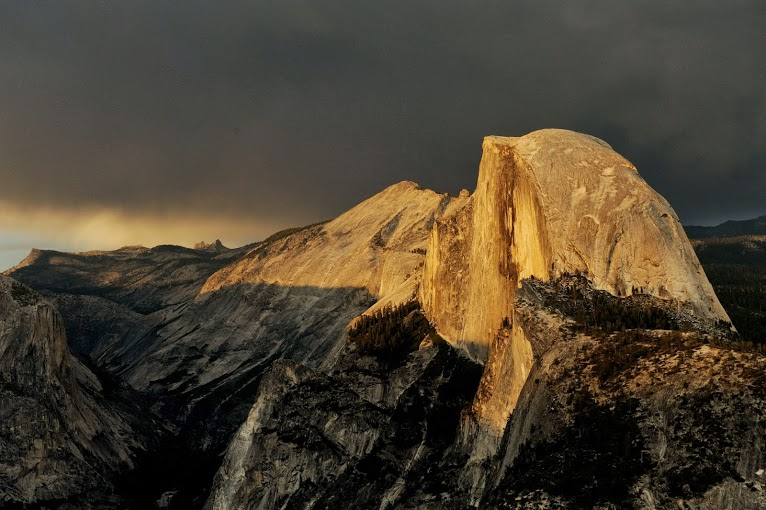
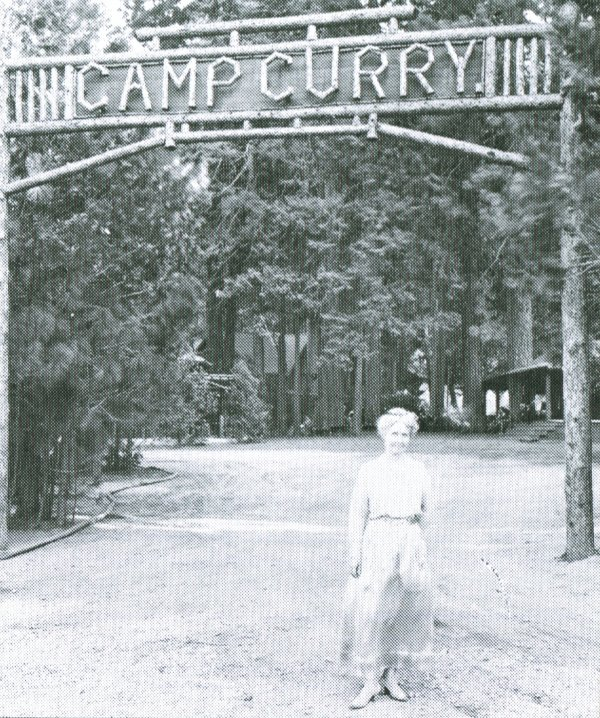
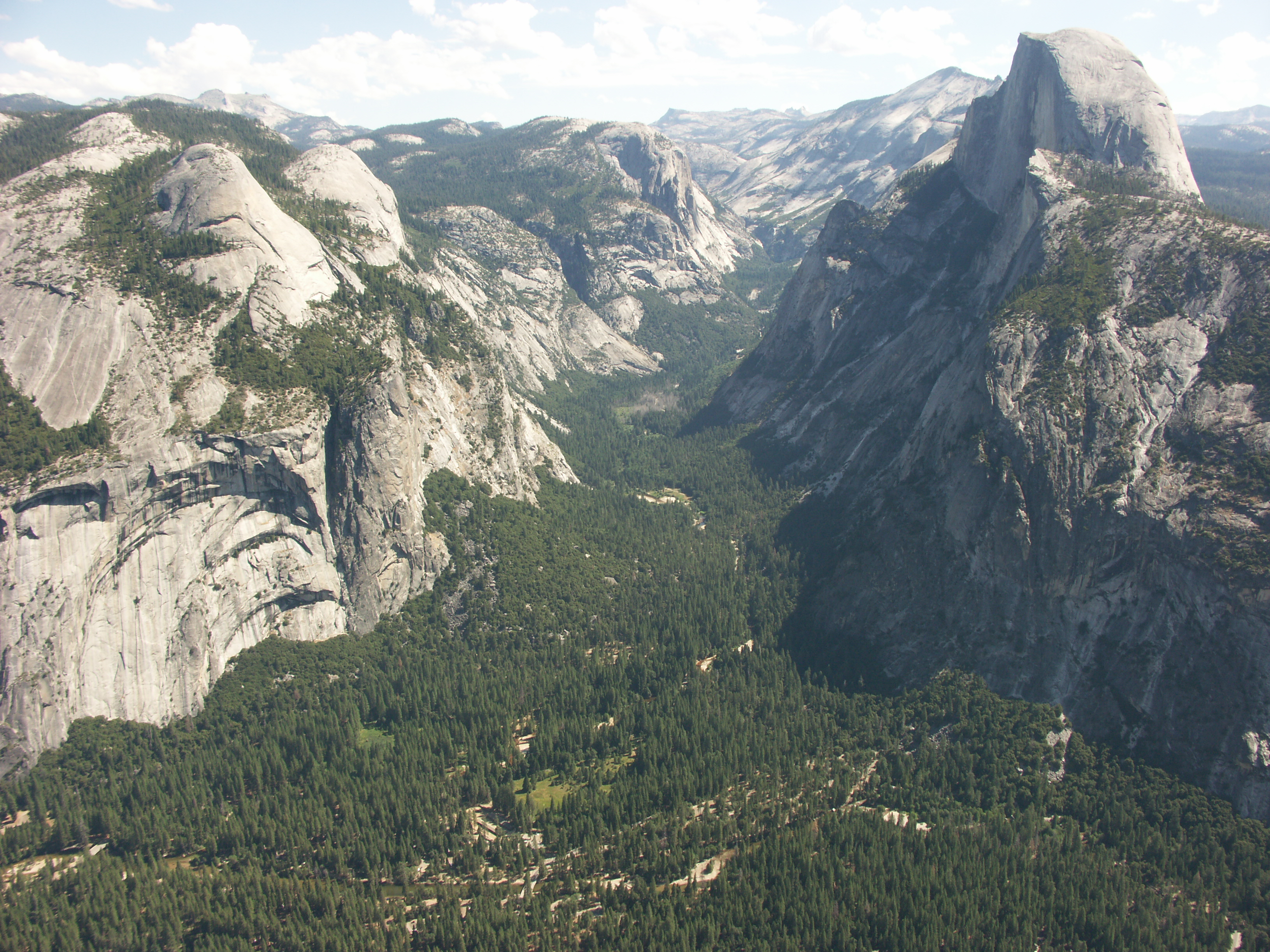

### Critiques
1. ↑  « TEST de Firewatch : Un feu mal maîtrisé », sur Gameblog.
2. ↑  (en) Scott Butterworth, « Firewatch Review », GameSpot, 8 février 2016 (consulté le 8 février 2016).
3. ↑  (en) Justin Towell, « Firewatch review », GamesRadar+, 8 février 2016 (consulté le 8 février 2016).
4. ↑  (en) Ryan McCaffrey, « Firewatch Review », IGN, 8 février 2016 (consulté le 8 février 2016).
5. ↑  (en) « Firewatch », sur Metacritic (consulté le 11 décembre 2016).

### Autres références
1. ↑  Firewatch.
2. ↑  Tim Clark, 17 mai 2016.
3. ↑  (en) « Field Notes: How Devs Recreate Wilderness In Games », sur Rock, Paper, Shotgun (consulté le 11 décembre 2016).
4. ↑  « https://twitter.com/camposanto/status/816422656270430208 », sur Twitter (consulté le 21 octobre 2020).